# Lake Ace
Lake Ace är en sjö i Australien. Den ligger i delstaten Western Australia, omkring 380 kilometer öster om delstatshuvudstaden Perth. Lake Ace ligger 322 meter över havet. Arean är 1,2 kvadratkilometer. Den sträcker sig 1,2 kilometer i nord-sydlig riktning, och 1,6 kilometer i öst-västlig riktning.
Trakten runt Lake Ace består till största delen av jordbruksmark. Trakten runt Lake Ace är nära nog obefolkad, med mindre än två invånare per kvadratkilometer. Genomsnittlig årsnederbörd är 509 millimeter. Den regnigaste månaden är september, med i genomsnitt 68 mm nederbörd, och den torraste är februari, med 14 mm nederbörd.